# Diego Cayuelas
Diego Cayuelas (Alicante, 1 de mayo de 1959) es un pianista español, concertista y catedrático titular de piano en el Real Conservatorio Superior de Música de Madrid.

## Formación artística y comienzos profesionales
Tras recibir de su madre las primeras nociones musicales tiene como primeros maestros de teoría a Alberto Escámez y a Francisco Casanovas. Sus profesores de piano fueron Miguel Baró, en el Conservatorio Superior de Murcia y Joaquín Soriano, en el Real Conservatorio Superior de Música de Madrid. Rosa Sabater, Magda Tagliaferro, Ramón Coll y Luis Galve contribuyen también a enriquecer su formación musical.
Entre 1979 y 1987 reside en París. Allí obtiene el Diploma Superior de Concertista de la Escuela Normal Superior de Música, estudiando con Josep Colom, y el Primer Premio del Conservatorio Nacional Superior de París, donde se perfecciona durante cinco años con Pierre Sancan.

## Premios y colaboraciones
En los primeros años ochenta gana siete primeros premios en concursos nacionales y es laureado en los Concursos Internacionales Ettore Pozzoli (Italia) y Premio Jaén (España), comenzando así una carrera de solista que le lleva a ser invitado a numerosos Festivales de Música. Atraído por la música de cámara, en 1982 es llamado a colaborar con André Navarra, en el Festival Internacional de Violonchelo de Nemours (Francia), a donde acude de nuevo al año siguiente para actuar junto a otros intérpretes consagrados. En 1986 participa en el Festival Internacional de Piano de Yokohama (Japón) y el mismo año actúa junto a Kazuo Ohno, creador y difusor de la danza Butoh, en el espectáculo montado por el maestro para celebrar su octogésimo cumpleaños en el Théâtre du Châtelet de París.
Diego Cayuelas ha grabado para la radio y la televisión de España, Francia y Japón y ha actuado como solista con orquestas bajo la dirección de maestros como Manuel Galduf, Víctor Martín, Enrique García Asensio, o Bruno Ferrandis, desarrollando paralelamente una continuada labor camerística en conciertos con Clara Cernat, Vicens Prats, Magdalena Martínez, Sungsic Yang, Paul Desenne, Arto Noras y Paul Tortelier, entre otros.
En Madrid, Cayuelas ha tocado en repetidas ocasiones en salas de conciertos como el Teatro Real de Madrid, o la Fundación March, confirmándose como un intérprete significativo dentro del actual panorama musical español.
Diego Cayuelas es miembro del Comité de Honor de Juventudes Musicales de España y del Consejo Científico del Instituto Internacional de Ciencias Políticas (IICP).

## Labor pedagógica
Catedrático del RCSMM, Profesor en la Academia Internacional de Música György Sebök, del «Festival Internacional Piano aux Pyrénées» (Francia), Diego Cayuelas es frecuentemente invitado a jurados de concursos, así como para impartir cursos y clases magistrales en diversos países europeos.

## Estrenos y grabaciones
Los compositores Alberto Gómez, Manuel Seco, Émile Naoumoff, Thierry Huillet, Agustín Charles y Pierre Csillag le han dedicado obras.
Ha grabado un CD dedicado a compositores españoles de los siglos XX y XXI, con obras de Isaac Albéniz, Enrique Granados, Federico Mompou y Agustín Charles. 
En 2009 colabora en el documental 'Isaac Albéniz, el color de la música' realizado por el cineasta José Luis López Linares.